# Opel Meriva

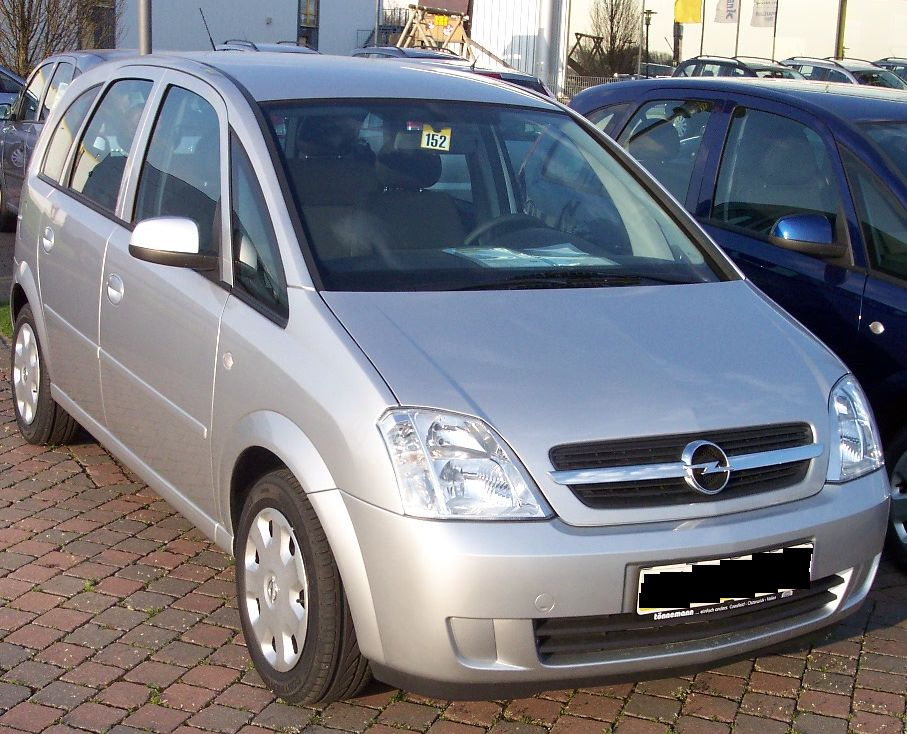
Opel Meriva.

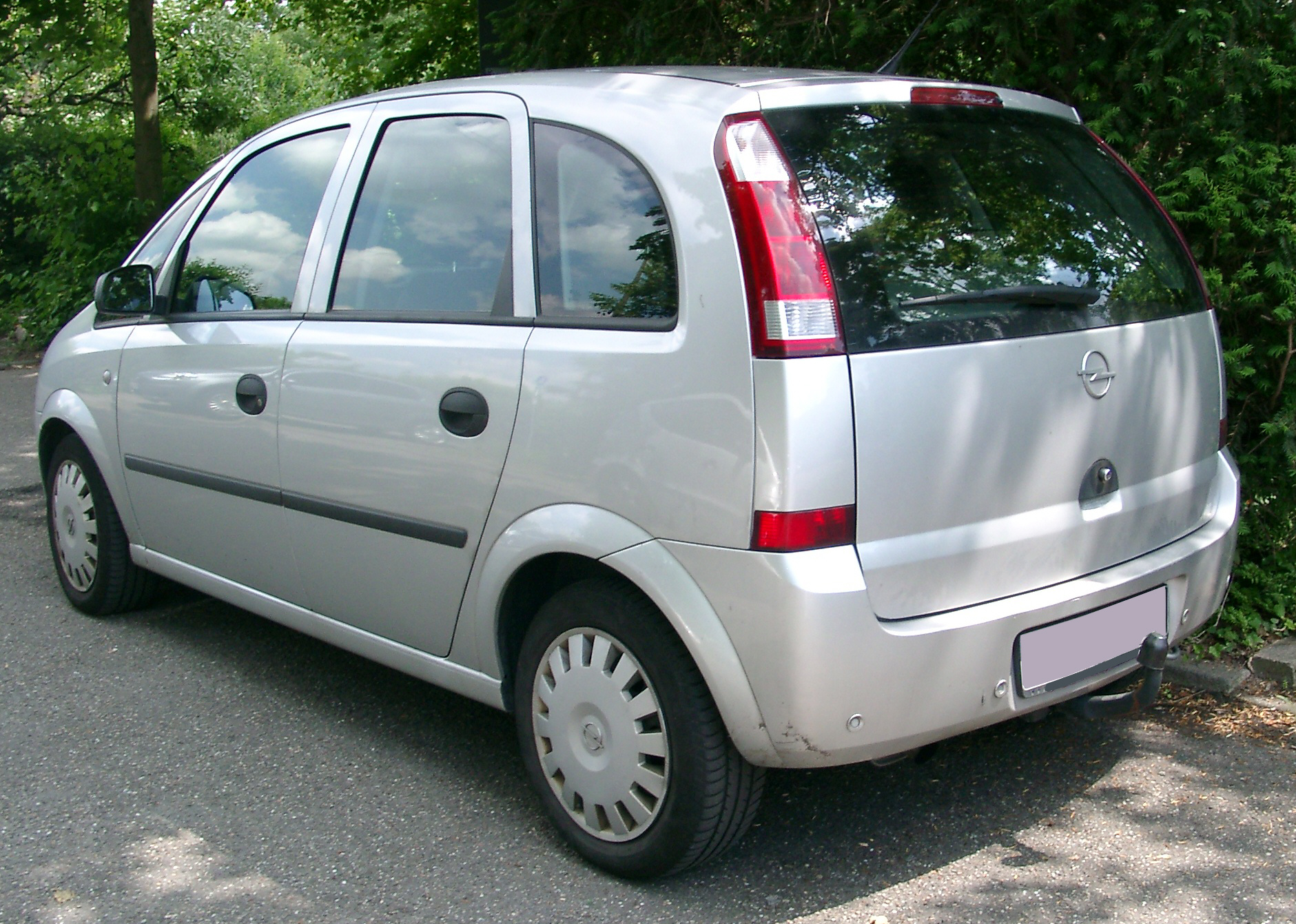
Opel Meriva.

Opel Meriva är en mini-MPV som debuterade 2002 och baseras på Opel Corsa. Modellen tillverkas i Spanien (Zaragoza) och i Brasilien, där den dock går under namnet Chevrolet Meriva. Storleksmässigt placerar sig modellen i samma klass som exempelvis Fiat Idea och Hyundai Matrix och precis som dessa modeller har Meriva fem sittplatser. Interiören är flexibel och bygger på samma system som den större modellen Opel Zafira, där säten kan flyttas i sidled och fällas ned i golvet för att möjliggöra mer plats för bagage. År 2006 genomgår modellen en lättare ansiktslyftning för att bättre knyta an till Opels övriga modellsortiment.

## Opel Meriva B
Andra generationen av Opel Meriva från och med årsmodell 2010 har så kallade självmordsdörrar, som gör det lättare att kliva i och ur bilen.

## Motorer
- 1,3 liter, diesel, 75 hk
- 1,4 liter, bensin, 90 hk
- 1,6 liter, bensin, 105 hk
- 1,6 liter, bensin, 180 hk (turbo)
- 1,7 liter, diesel, 100 hk
- 1,8 liter, bensin, 125 hk